# Minamoto no Kanetsuna
Minamoto no Kanetsuna (源 兼綱), död 1180, var en av Minamoto no Yorimasas söner.
Kanetsuna deltog i det första slaget vid Uji 1180, som markerade början på Genpei-kriget.  Han kämpade tillsammans med sin far, Minamoto no Yorimasa och bror,  Minamoto no Nakatsuna mot Taira-klanen. Under slagets gång förstod Yorimasa att deras styrkor inte kunde klara Taira.
Yorimasa drog sig tillbaka till Byōdō-In-templet medan Kanetsuna, Nakatsuna och delar av Minamotostyrkan höll fienden på avstånd. Kanetsuna träffades i huvudet av en pil men fortsatte kämpa. Under tiden hann hans far med att begå seppuku. Därefter blev Kanetsuna nedgjord när fjorton eller femton samurajer attackerade honom samtidigt. Även hans äldre bror, Nakatsuna, blev dödad. 
Taira lyckades inte erövra Yorimasas huvud. Det smugglades undan av befälhavarens närmaste män.